# Cristian Țurcanu
Pentru alte persoane având același nume de familia, vedeți pagina Țurcanu,
Cristian Țurcanu, zis „Müller” (n. 31 iulie 1982) este un operator imagine de film, fotograf și timpanist român. Este fratele lui Dan Țurcanu (n. 21 decembrie 1985), compozitor și violonist.

## Studii
Cristian Țurcanu a absolvit studiile de licență ale Universității Naționale de Artă Teatrală și Cinematografică „I.L. Caragiale” din București în 2006, la clasa de imagine de film.

## Activitate
A semnat imaginea unui număr de scurtmetraje studențești, între care: Ea (2003), Trenuri nepăzite (2004), Nea Pintea... Model (2005) și Frica domnului G (2006), toate în regia Adinei Pintilie.
În lunile august-octombrie 2005 a participat la filmarea lung-metrajului de debut al regizorului Cătălin Mitulescu, Cum mi-am petrecut sfârșitul lumii, în calitate de secretar de platou. În anul următor, se implică la realizarea filmului Restul e tăcere, semnat de Nae Caranfil. Aici va participa ca unul dintre cei doi operatori (celălalt este George Dăscălescu, alături de care Țurcanu a mai lucrat în proiecte anterioare); conducerea celor doi a fost îndeplinită de către directorului de imagine Marius Panduru. În aceeași formulă, cei trei semnează imaginea filmului lui Stere Gulea, Weekend cu mama (2008).